# Claude Eymard-Duvernay
Pour les articles homonymes, voir Eymard et Eymard-Duvernay.
Claude Eymard-Duvernay, né le 12 mars 1929 à Grenoble et mort le 21 octobre 2015 à Villemaréchal, est un homme politique français.

## Biographie
Originaire de Grenoble, il vit sept ans au Maroc, de 1955 à 1962, où il se marie et fait ses études de médecine, puis s'installe à Montereau-Fault-Yonne. Il en devient conseiller municipal en 1965, sous le mandat de Roger Pezout.
Il est considéré comme le « père » en politique d'Yves Jégo. Il a présidé l’association d’aide aux victimes et de médiation du sud de la Seine-et-Marne (l'AAVIM) de 1995 à 2012.

## Mandats électifs
- Conseiller général du canton de Montereau-Fault-Yonne (1978-2004)
- Député de la 4e circonscription de Seine-et-Marne (1978-1981)
- Maire de Montereau-Fault-Yonne (1983-1989)
- Conseiller régional d'Île-de-France (jusqu'en 1999)

## Décoration
- Chevalier de l'ordre national de la Légion d'honneur